# Undervisningsråd
Undervisningsråd var från 1879 en titel i Sverige som innehades av byråchefer vid Folkskoleöverstyrelsen.
Åren 1920–1991 motsvarade ämbetet byråchef i Skolöverstyrelsen. Numera används titeln för ett flertal befattningshavare inom Statens skolverk och Statens skolinspektion.
I Finland är undervisningsråd (finska: opetusneuvos) både en ämbetstitel vid undervisningsministeriet och en hederstitel som utdelas åt förtjänta personer.

## Ämbetsinnehavare
- Alfred Dalin 1915–1919
- Vilhelm Berglund 1919
- Nils Fredriksson 1919-1936
- Nils Hänninger 1926–1936
- John Almkvist 1930–1942[2]
- Arthur Thomson 1931
- Bror Jonzon 1932–1935
- Ruben Wagnsson 1935
- Kurt Falck 1936–1953
- Beth Hennings 1937
- Ragnar Lundblad 1938–1958
- Alice Quensel 1939–1957
- Carl-Erik Sjöstedt 1940–1962[3]
- Verner Engström 1956
- Gösta Vestlund 1956-1978[4]
- Börje Beskow 1958–1965
- Mats Hultin 1961
- Harald Vrethammar 1964
- Erik Blix 1965–1966
- Christer Lundeberg 1965